# ITV 일요뉴스
iTV 일요뉴스는 2001년 1월 28일까지 방송되었던 iTV 경인방송의 주말 뉴스 프로그램이다.

## 역대 방송시간
| 방송 채널 | 방송 기간                          | 방송 시간                              |
| --------- | ---------------------------------- | -------------------------------------- |
| iTV       | 1998년 4월 26일 ~ 1998년 6월 14일  | 매주 일요일 밤 9:45 ~ 밤 10:00 (15분)  |
| iTV       | 1998년 6월 28일 ~ 1998년 7월 12일  | 매주 일요일 밤 9:45 ~ 밤 10:00 (15분)  |
| iTV       | 1998년 8월 16일                    | 매주 일요일 밤 9:45 ~ 밤 10:00 (15분)  |
| iTV       | 1998년 8월 30일                    | 매주 일요일 밤 9:45 ~ 밤 10:00 (15분)  |
| iTV       | 1998년 6월 21일                    | 매주 일요일 밤 10:15 ~ 밤 10:30 (15분) |
| iTV       | 1998년 7월 19일 ~ 1998년 8월 9일   | 매주 일요일 밤 9:30 ~ 밤 9:45 (15분)   |
| iTV       | 1998년 8월 23일                    | 매주 일요일 밤 10:00 ~ 밤 10:15 (15분) |
| iTV       | 1998년 9월 6일 ~ 1998년 11월 1일   | 매주 일요일 밤 10:00 ~ 밤 10:15 (15분) |
| iTV       | 1998년 11월 15일                   | 매주 일요일 밤 10:00 ~ 밤 10:15 (15분) |
| iTV       | 1998년 11월 29일 ~ 1999년 1월 17일 | 매주 일요일 밤 10:00 ~ 밤 10:15 (15분) |
| iTV       | 1998년 11월 8일                    | 매주 일요일 밤 10:30 ~ 밤 10:45 (15분) |
| iTV       | 1998년 11월 22일                   | 매주 일요일 밤 10:00 ~ 밤 10:20 (20분) |
| iTV       | 1999년 1월 24일 ~ 1999년 9월 12일  | 매주 일요일 밤 10:00 ~ 밤 10:20 (20분) |
| iTV       | 1999년 9월 26일 ~ 1999년 11월 14일 | 매주 일요일 밤 10:00 ~ 밤 10:20 (20분) |
| iTV       | 1999년 9월 19일                    | 매주 일요일 밤 10:30 ~ 밤 10:50 (20분) |
| iTV       | 1999년 11월 21일 ~ 2000년 6월 18일 | 매주 일요일 밤 9:00 ~ 밤 9:30 (30분)   |
| iTV       | 2000년 6월 25일 ~ 2001년 1월 28일  | 매주 일요일 밤 11:00 ~ 밤 11:20 (20분) |